# مسمرير
مسمرير هي قرية ريفية في إقليم تنغير ضمن جهة درعة تافيلالت بالمغرب. كان مجموع عدد سكان بلدية مسمرير 8.107 نسمة يعيشون في 1.097 أسرة.(تعداد السكان الرسمي 2004)
مسمرير أو أمسمرير هي مجموعة قرى في جنوب المغرب في منطقة درعة تافيلالت. تنتمي مسمرير لإقليم تنغير وتقع على أعاليوادي دادس، وتتوفر على نسبة عالية من الأراضي الصالحة للزراعة. وتقع على ارتفاع 2100 متر إلى 3200 متر عن سطح البحر مما يجعلها باردة جدا شتاء ومعتدلة صيفا. البلدة هي قرية أمازيغية 100 بالمئة بحوالي 30.000 نسمة. كانت نقطة تجمع لجميع البدو الرحل في المنطقة وتحتوي على المناظر الطبيعية الخلابة. وتحتوي على جماعتين قرويتين ومقاطعة (امسمرير المركز- تلمي- اوسيكيس) ويعد اسيكيس أكبر بلدة في امسمرير